# Antonio Gerardi
Antonio Gerardi, né le 8 mars 1968 à Potenza, est un acteur et animateur de radio italien.

## Biographie
Il est surtout connu comme speaker pour les stations radiophoniques RTL 102.5 et Radio Kiss Kiss. En 2007, il fait ses débuts comme acteur dans le film Il rabdomante (it) de Fabrizio Cattani (it). Parmi ses rôles les plus célèbres figurent Le Sarde dans Romanzo criminale, Antonio Di Pietro dans 1992  et Cosimo dans Dernière Nuit à Milan.  

## Filmographie partielle

### Cinéma
- 2007 : Il rabdomante (Le rhabdomancien) de Fabrizio Cattani
- 2007 : L'Heure de pointe (L'ora di punta) de Vincenzo Marra
- 2010 : Basilicata coast to coast de Rocco Papaleo
- 2011 : Annalisa de Pippo Mezzapesa
- 2012 : Diaz : un crime d'État de Daniele Vicari
- 2012 : Les Équilibristes d'Ivano De Matteo
- 2013 : Viva la libertà de Roberto Andò
- 2017 : La Fille dans le brouillard (La ragazza nella nebbia) de Donato Carrisi
- 2019 : Io sono Mia de Riccardo Donna (it)
- 2020 : Padrenostro de Claudio Noce
- 2021 : L'ultimo Paradiso de Roco Ricciardulli
- 2023 : Il primo giorno della mia vita de Paolo Genovese
- 2023 : Dernière Nuit à Milan (L'ultima notte di Amore) d'Andrea Di Stefano
- 2025 : Fuori de Mario Martone

### Série télévisée
- 2008-2010 : Romanzo criminale de Stefano Sollima
- 2015 : 1992 de Giuseppe Gagliardi
- 2022 : Bang Bang Baby de Andrea Di Stefano